# Paradoks uživanja v žalostnih filmih
Paradoksna situacija nastane, ko ob gledanju žalostnega filma občutimo užitek, zadovoljstvo ali celo srečo. Nekateri avtorji raziskav, ki preučujejo omenjeni fenomen, dajejo velik pomen meta-presoji čustev ob gledanju žalostnega filma (ang. Appraisal theory). Paradoks uživanja pri žalostnih filmih se
ukvarja z vprašanjem, zakaj so  se ljudje
sposobni zabavati in uživati, ko gledajo film, ki se konča nesrečno (Schramm in
Wirth, 2010).

## Situacijska referenca in meta-presoja
V neki raziskavi Schramm in Wirth raziskujeta vlogo presoj glede na situacijsko referenco in meta-presoje v povezavi s paradoksno situacijo. V študiji sta raziskovala tudi vpliv večkratnega vrednotenja posameznikove
žalosti. Na podlagi preteklih raziskav, sta Schramm in Wirth sklenila, da bosta raziskovala vpliv žalostnih koncev, saj se paradoksna situacija pojavi le ob žalostnih koncih. V primeru, da protagonist na koncu trpi in morda umre, pa se v gledalcu poraja žalost in zato se ne pojavi užitek po gledanju filma.
V prvi raziskavi avtorja raziskujeta vpliv meta-presoje, ki čustvo (žalost) spremeni na meta ravni iz negativnega v pozitivno meta-čustvo (ang. Meta-emotion) (užitek; sprememba vrednosti) . Situacijska referenca je razložena kot skupek naših ocen, ki ustvarjajo interpretativno osnovo za ocene in s tem za doživeta čustva.  Wirth, Schramm in Böcking so situacijsko referenco delili na tri skupine glede na: medijsko vsebino (zgodba, liki), produkcijsko vsebino (estetika filma, glasba) in sebstveno referenco ali kognitivno spremembo (prenos zgodbe na svoje življenje, spomin na podobne pretekle dogodke) . V raziskavi sta Schramm in Wirth ugotovila, da je konec z žalostno glasbo povzročil največ žalosti in posledično najmanj užitka v gledalcih, konec z optimistično glasbo pa je povzročil največ užitka. Zaradi sebstvene in produkcijske reference sta imela, konec z optimistično glasbo in konec z referenco na gledalca, višjo stopnjo užitka v filmu, kot konec z žalostno glasbo. Raziskovalca sta potrdila domnevo, da situacijska referenca vpliva na mejo za spremembo vrednosti čustva. Ugotovila sta tudi, da previsok nivo žalosti zaviralno vpliva na spremembo vrednosti in je zato velikokrat ni, v kolikor pa je nivo žalosti optimalen, se čustvo hitro spremeni. Glede na dobljene rezultate sta avtorja zaključila, da so odnosi med konstrukti bolj zapleteni, kot so si mislili in tega pojava ne morejo pojasniti z enim mehanizmom . 

## Sprememba vrednosti čustva in meta-presoja
V drugem članku avtorja Hofer in Wirth raziskujeta spremembo vrednosti čustev preko meta-presoje. Meta-presoja je kognitivna ali miselna spremenljivka, v tem primeru kognitivna ocena čustev. Pri omenjenem paradoksu gre za spremembo žalosti v užitek, ki pa predstavlja meta-čustvo, torej čustvo, ki se zgodi na podlagi meta-presoje. Zveza med žalostjo in posledičnim užitkom se lahko razloži preko pozitivne miselne ocene negativnega čustva .  Našo reakcijo na koncu filma z žalostnim koncem (žalost) ocenimo kot moralno, družbeno zaželeno, saj smo z žalostjo empatični do junaka. Naš odziv je kognitivno pozitiven, zato čutimo pozitivno meta-čustvo, užitek. Z analizo podatkov sta raziskovalca ugotovila, da ima največji vpliv na občutek užitka združljivost z normami, saj ob žalostnem koncu, večja stopnja žalosti vpliva na primernost izraženega čustva. Žalost je v tem primeru primerna in večja kot je, večji je užitek. Tudi jasnost čustev je imela velik vpliv na užitek, saj so ljudje, ki so jim bila njihova čustva bolj jasna, manj uživali v filmu kot preostali . 
V tej raziskavi avtorja Hofer in Writh  skušata prikazati podrobnejše
vpoglede v proces transformiranja negativnih čustev v pozitivna pri gledanju
filma. Raziskovalca sta sodelujočim
v raziskavi pokazala tri različne verzije žalostnih filmov. Prva hipoteza,
ki sta si jo zadala je bila, da se gledalci pesimistične različice počutijo
bolj žalostne, kot pa gledalci, ki gledajo optimistični različico in različico,
ki predstavlja »kognitivno stikalo«. Prvi del druge hipoteze pravi, da bodo gledalci, ki so si ogledali različico »kognitivno stikalo« razvili močnejšo ego referenco (to pomeni, da jih nekaj v filmu
spominja na njihovo življenje) kot gledalci drugih dveh verzij; drugi del druge
hipoteze pa pravi, da bodo gledalci optimistične različice pokazali močnejšo
produkcijsko referenco (to pomeni, da razmišljajo o tem, kako so snemali film)
kot gledalci drugih dveh verzij. Tretja hipoteza je predvidela, da bodo
gledalci verzije »kognitivno stikalo« in optimistične verzije pokazali bolj
pozitivno meta presojo in manjše ovire pri transformaciji kot gledalci
pesimistične verzije. Pri četrti hipotezi sta predvidevala, ad bodo gledalci
verzije »kognitivno stikalo« in optimistične verzije doživeli več užitka kot
gledalci, ki so gledali pesimistično verzijo. Raziskava je potekala tako, da so
sodelujočim najprej na kratko predstavili glavni lik in nujne dogodke, do
točke, kjer začnejo s filmsko stimulacijo in je vsaka skupina udeležencev
gledala eno verzijo filma, po ogledu pa so izpolnili vprašalnik. Raziskovalca
sta merila žalost, ego referenco in produkcijsko referenco. Vse štiri hipoteze
so se izkazale za pravilne, pridobljeni podatki so jih potrdili. Raziskovalca
sta torej predvidevala, da bodo različne verzije žalostnih filmov imele
različen učinek na konstitucijo žalosti in na transformacijo žalosti v užitek.
Kot so predvidevale hipoteze je pesimistična 
verzija vzbudila, ljudje so se manjkrat poistovetili z njo in manjkrat
so razmišljali o nastajanju filma ter vzbudila manj pozitivne meta presoje kot
pa optimistična verzija in verzija »kognitivno stikalo«. Posledično sta
raziskovalca ugotovila, da je pesimistična verzija žalostnih filmov pri
gledalcih najmanj priljubljena, saj pri njih vzbudi najmanj užitka.

## Vpliv spola na fenomen
V tretji raziskavi gre za preverjanje razlik v občutku užitka glede na spol. Raziskovalci Oliver, Weaver in Sargent ugotavljajo, da veliko razvedril temelji na stereotipih, predvsem filmi. Mnogi raziskovalci kot npr. Alexander in Sparks, filme delijo na tipično ženske (romantični filmi, telenovele) in tipično moške (akcijski in športni filmi) .  Raziskovalka M. B. Oliver je odkrila, da se največja razlika v užitku pojavi prav pri žalostnih filmih . Vpliv na razlike med spoloma pri zaznavi filma imata predvsem dve karakteristiki: karakteristika gledalca in karakteristika filma. Pri karakteristiki gledalca gre predvsem za njegovo spolno identiteto, zato so čustva, ki jih ženske pogosteje izražajo, žalost in strah, za moške pa je značilna predvsem jeza. Za ženske je tipična ženstvenost, ki naj bi v pretežni meri vplivala na razliko med spoloma. Shields Ugotavlja, da so za žensko povem običajni pogosti in izraziti čustveni izrazi žalosti, jokanje . Spolne identitete in spolne vloge se učimo že od malega, kasneje pa s ponotranjanjem še povečamo njen učinek. Na podlagi tega, se moški izogibajo žalostnim filmom, saj ne želijo neprimerno (glede na spolno identiteto) reagirati na film. Karakteristiko filma predstavljajo teme in junake, ki jih ustvarjalci filma uporabijo. Hoffner in Cantor pravita, da je večina žalostnih filmov narejenih za ženske (zaradi stereotipov), tako imamo veliko tem zlomljenega srca, družinskih težav, smrti bližnjih in ženskih protagonistk, saj pri užitku v filmu veliko vlogo igra identifikacija . Iz zaključkov raziskave lahko pridemo do tega, da v žalostnih filmih bolj uživajo ženske in ljudje, ki so bolj ženstveni. V diskusiji članka avtorji poudarijo, da žalostni filmi izzovejo ženstvene čustvene odgovore, na kar pa imajo velik vpliv tema in protagonisti. Žalostni filmi so bolj ženski žanr, zato naj bi tudi ženske bolj uživale v njih. Moški tega žanra ne sovražijo, vendar v njem ne uživajo . 
V raziskavi, ki so jo izvedli, so  Mary Beth Oliver, Stephanie Lee Sargent in
James Weaver (2000) izvedli tri študije, s katerimi bi pojasnili spolne razlike
pri uživanju v žalostnih filmih . V prvih dveh študijah so raziskovali uživanje
pri prototipskih ženskih in moških žalostnih filmih (Beaches in Brian's song),
v tretji študiji pa so uporabili opis filmov, da bi raziskali vpliv spolne
identitete in filmske karakteristike na pričakovano uživanje. Kot so zapisali v
članku, so ženske poročale o večjem užitku ob filmih, ki
vsebujejo teme o odnosih. Istospolne skupine od 5 do 15 članov so skupaj z
eksperimentatorjem istega spola gledali dele filmov (en nevtralni in en
žalosten film). Po ogledu so sodelujoči ocenili dolgočasnost, zabavnost in
užitek pri gledanju dela filma. Analiza je pokazala, da so moški nevtralen film
označili kot bolj zabaven in manj dolgočasen od žensk, medtem ko so ženske za
manj dolgočasen in bolj zabaven označile odsek iz tragičnega filma kot moški, a
oboji so za bolj zanimiv odsek izbrali tragični odsek. V drugi študiji so se sodelujoči zbrali v velikih in spolno mešanih skupinah v
sobi, ki je predstavljala kinodvorano. Ogledali so si celoten film, nato pa
poročali o svojem uživanju pri filmu. Gledali so nevtralni film in žalosten
film. Sodelujoči, tako moški kot ženske, so poročali izjemno večji užitek pri
gledanju žalostnega filma. Za razliko od prve študije v tej raziskavi, v tem
delu ni bilo dokaza, da ženske bolj uživajo pri žalostnih filmih. Tudi v tej
raziskavi so raziskovalci zapisali, da zaradi tega, ker so sodelujoči gledali
en specifičen film, podatkov ni mogoče direktno posplošiti na saj lahko
obstajajo druge filmske karakteristike, ki bi lahko vplivale na odziv
sodelujočih. Zaradi tega razloga so pri tretjem delu te raziskave, pri tretji
študiji, uporabili pisne opise filmov, da bi raziskali vpliv teme filma in
karakterjev spol na moško in žensko pričakovano uživanje pri žalostih filmih. V
tretji študiji je raziskovalo 90 moških in 89 žensk dodiplomskih študentov
komunikacijskih programov iz druge univerze kot v prejšnjih dveh študijah.
Sodelujoči niso vedeli, da je to študija o žalostnih filmih. Prvo so sodelujoči
rešili vprašalnike, ki so določali njihovo spolno identiteto (razdelili so jih
na maskuline in feminine posameznike) ter izvedeli koliko in katere žalostne
filme so že gledali. V drugem vprašalniku so dobili opise naključnih šestih
filmov in so si morali predstavljati katerega od teh bi si izposodili za
gledati zvečer. Med njimi sta bila dva opisa žalostnih filmov (več žalostnih
filmov bi lahko vzbudilo »sum« o čem gre raziskava, kar bi popačilo rezultate).
Vprašalnik so razdelili na več podkategorij. Rezultati tretje študije so
ponudili močne dokaze, da ženske bolj uživajo v žalostnih filmih. Ta študija je
razkrila, da ni dokazov, ki bi kazali na to, da spolne razlike pri gledanju
žalostnih filmov odsevajo prevlado ženskih karakterjev v tem žanru. 